# Saint-Michel-de-Chabrillanoux
Saint-Michel-de-Chabrillanoux é uma comuna francesa na região administrativa de Auvérnia-Ródano-Alpes, no departamento de Ardèche. Estende-se por uma área de 12,14 km². Em 2010 a comuna tinha 382 habitantes (densidade: 31,5 hab./km²).